# Ecomare

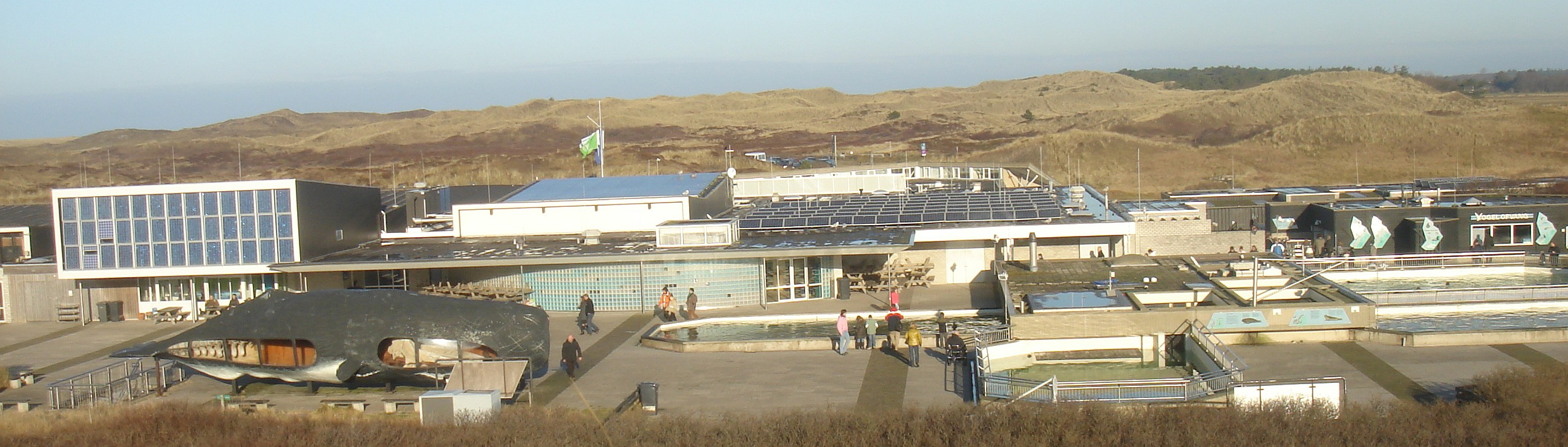
De Koog (isola di Texel, Paesi Bassi): veduta panoramica del centro di documentazione Ecomare

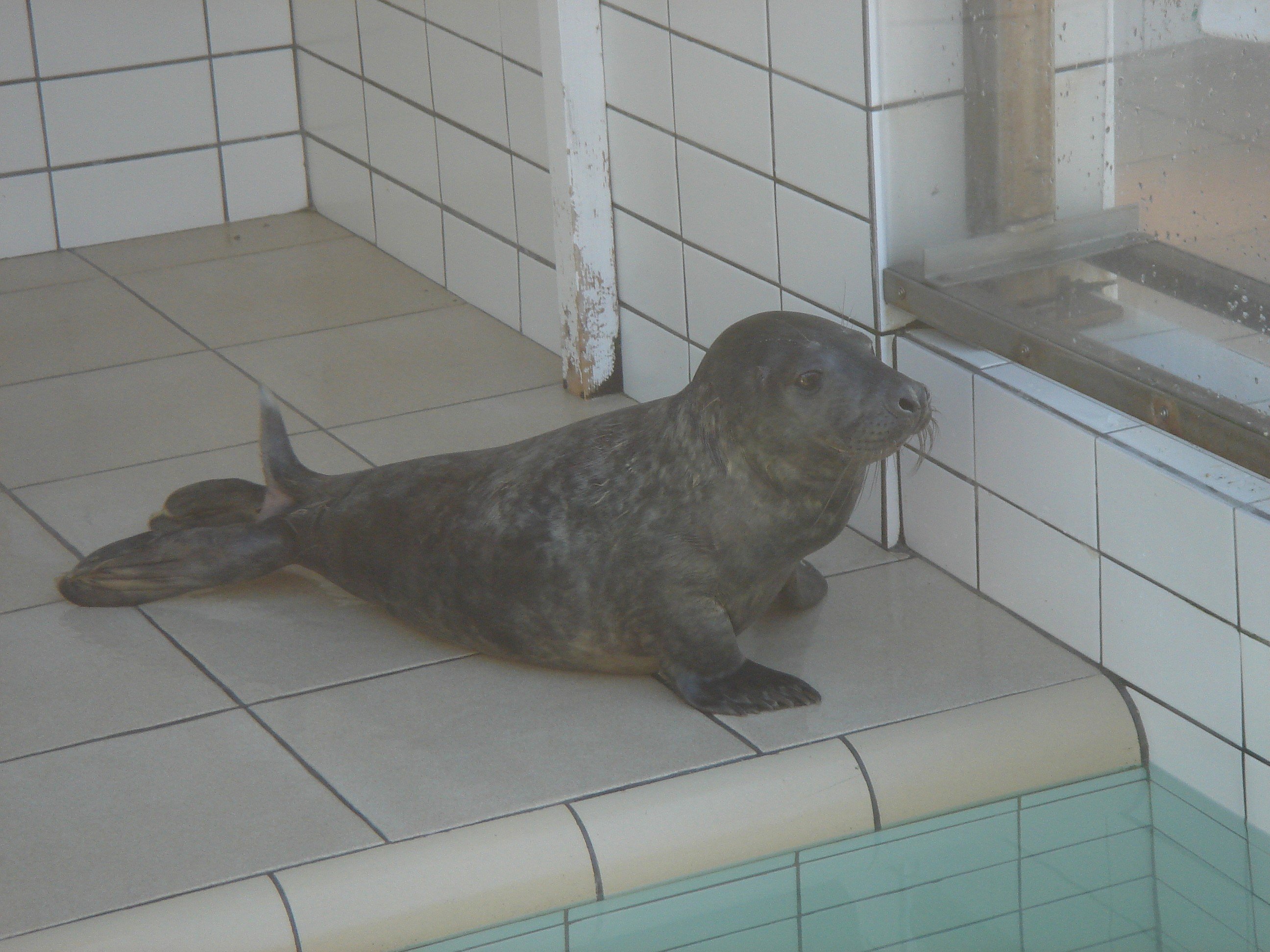
Una foca curata nel centro Ecomare

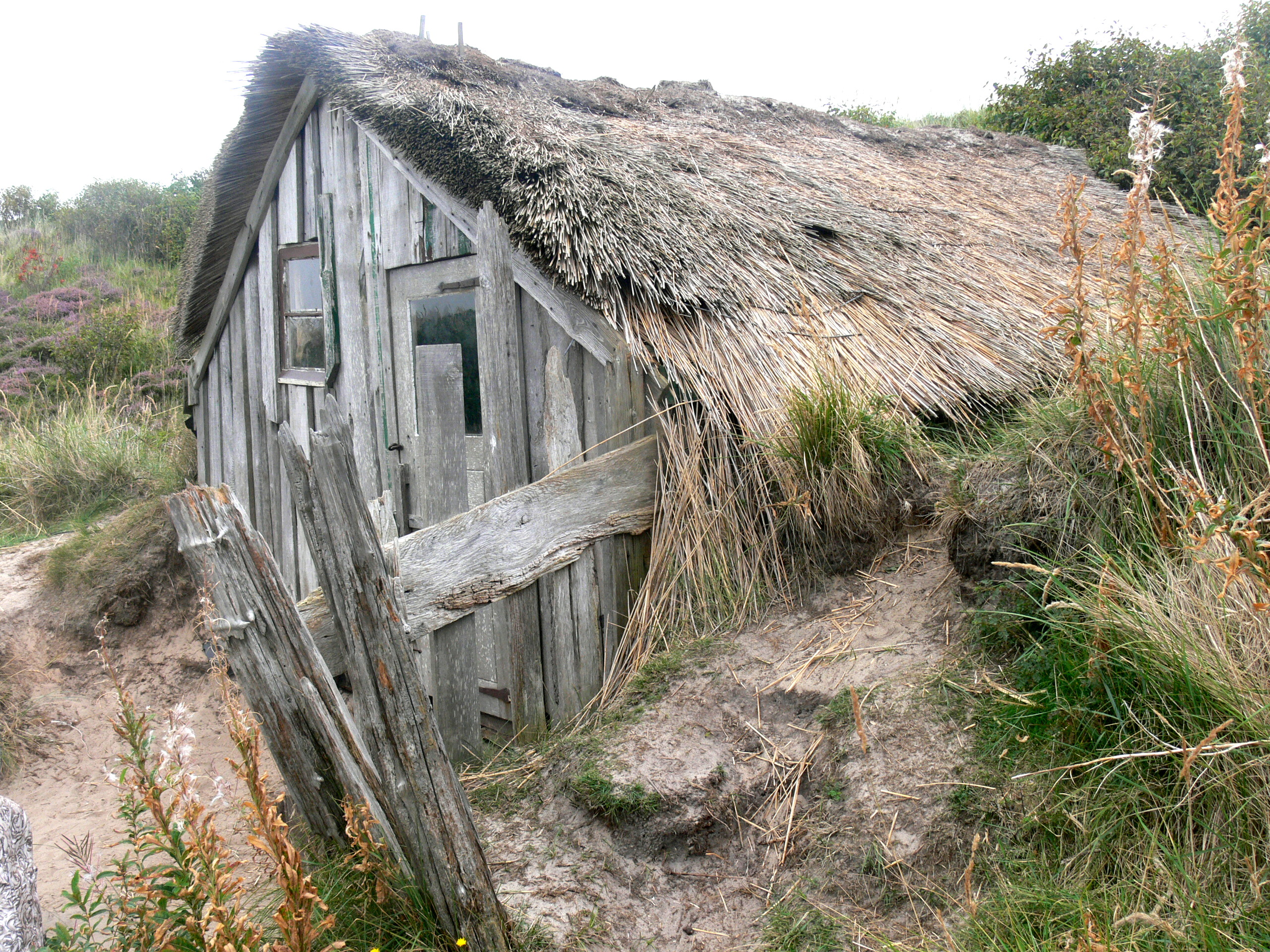
Capanna nel centro Ecomare

Ecomare è un centro di documentazione sul Waddenzee (Mare del Nord) con annesso museo e acquario situato nel villaggio olandese di De Koog, nell'isola di Texel (Isole Frisone Occidentali).
Il centro conta la presenza di circa 300.000 visitatori l'anno.

## Descrizione
Ecomare si trova a nord della foresta di Fonteinsnol.
Ecomare ospita al suo interno una mostra permanente sul Waddenzee e sul Mare del Nord. Vi si trova inoltre un acquario con foche e altre specie del Mare del Nord. Tra le attività del centro, vi è infatti anche il recupero e la cura delle foche malate del Waddenzee.

## Storia
La storia di Ecomare risale agli anni trenta del XX secolo, quando il Sig. Kraai istituì il Texels Museum, un museo che contava circa 2.000 visitatori l'anno.
In seguito, agli inizi degli anni cinquanta l'allora direttore del museo, Gerrit de Haan, iniziò assieme alla moglie ad occuparsi della cura delle foche, dei leoni marini e degli uccelli malati.
Nel 1975 il Texels Museum si trasferì a De Koog e negli anni ottanta fu ribattezzato con il nome di "Ecomare".

## Galleria d'immagini

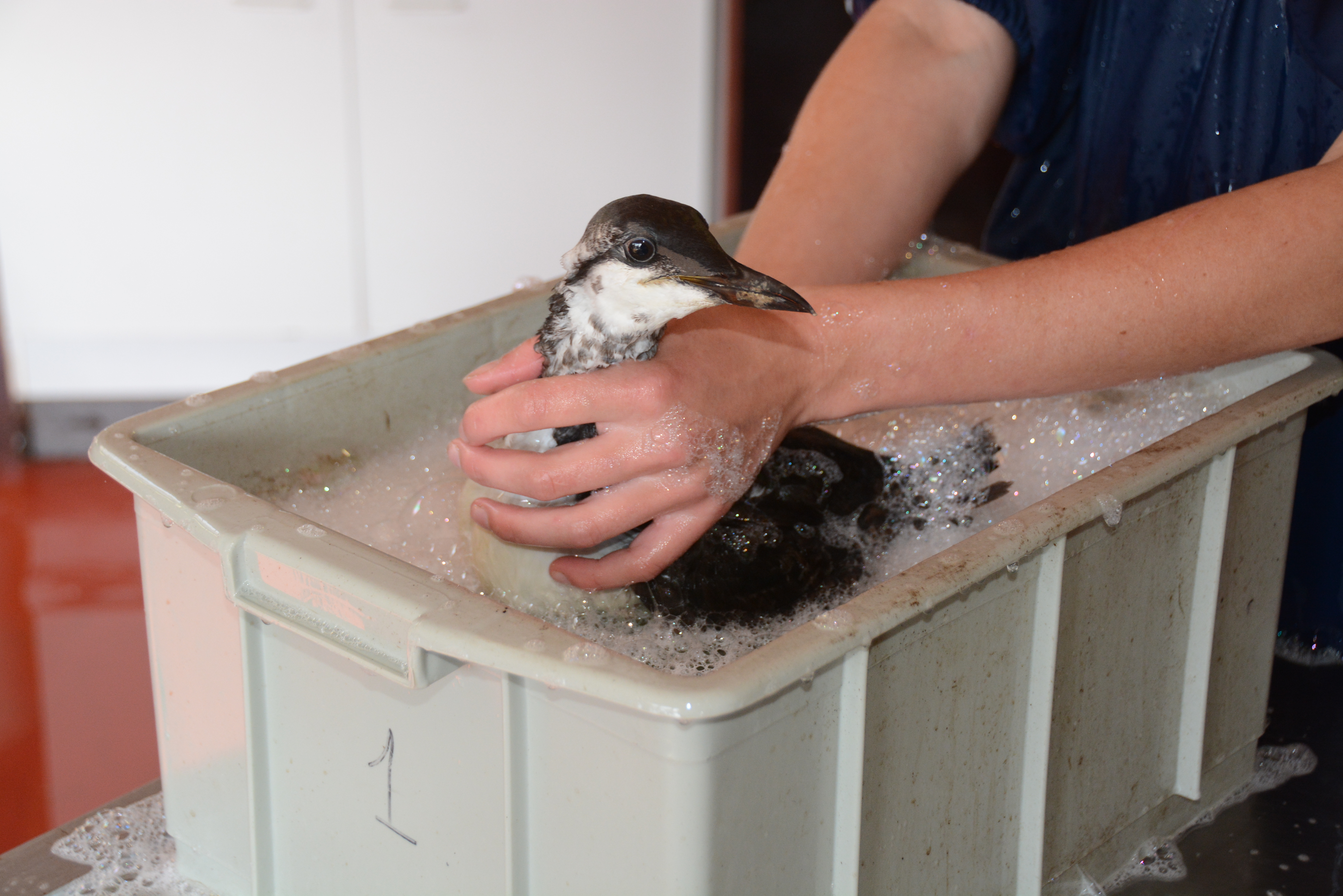
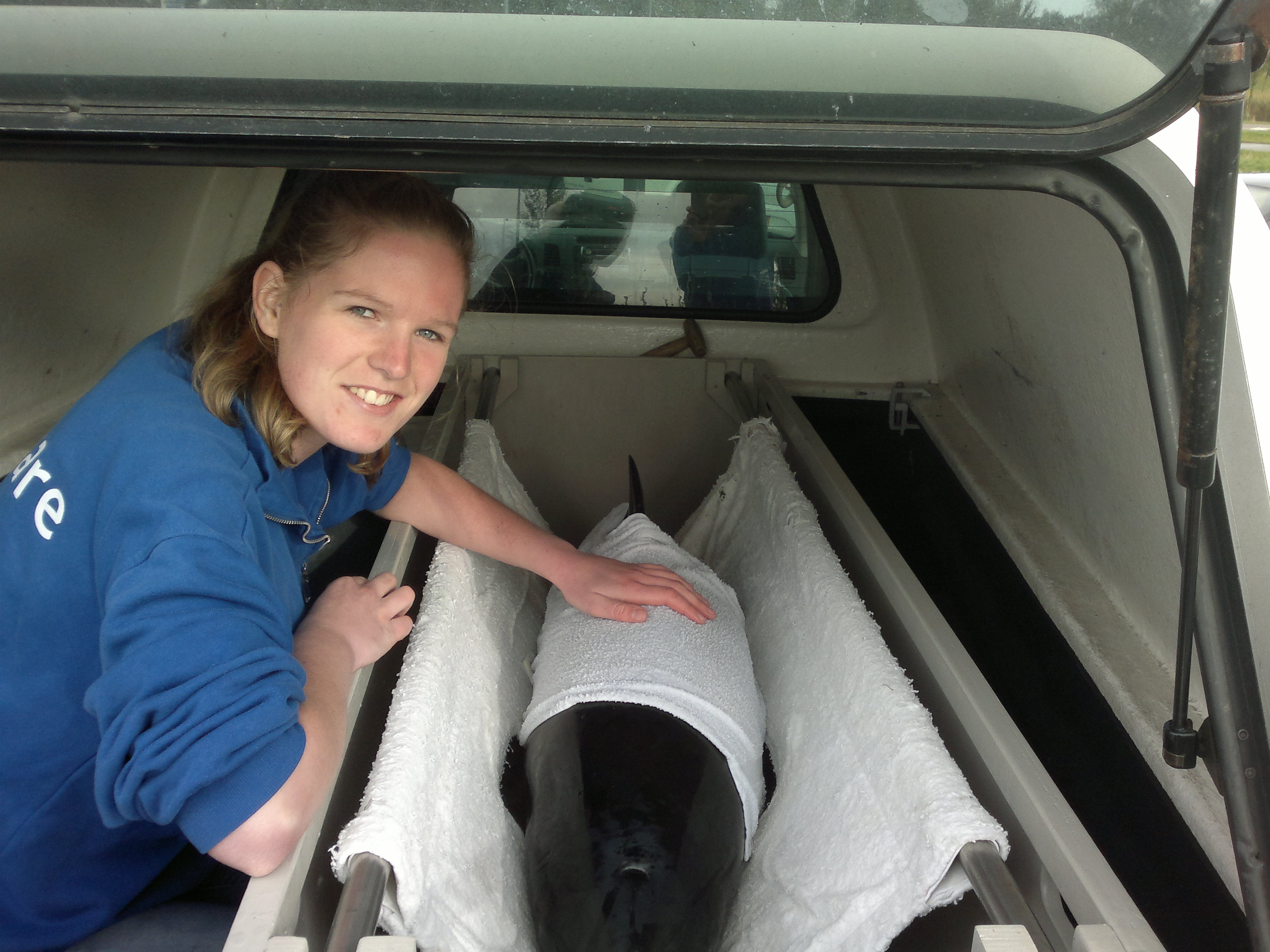
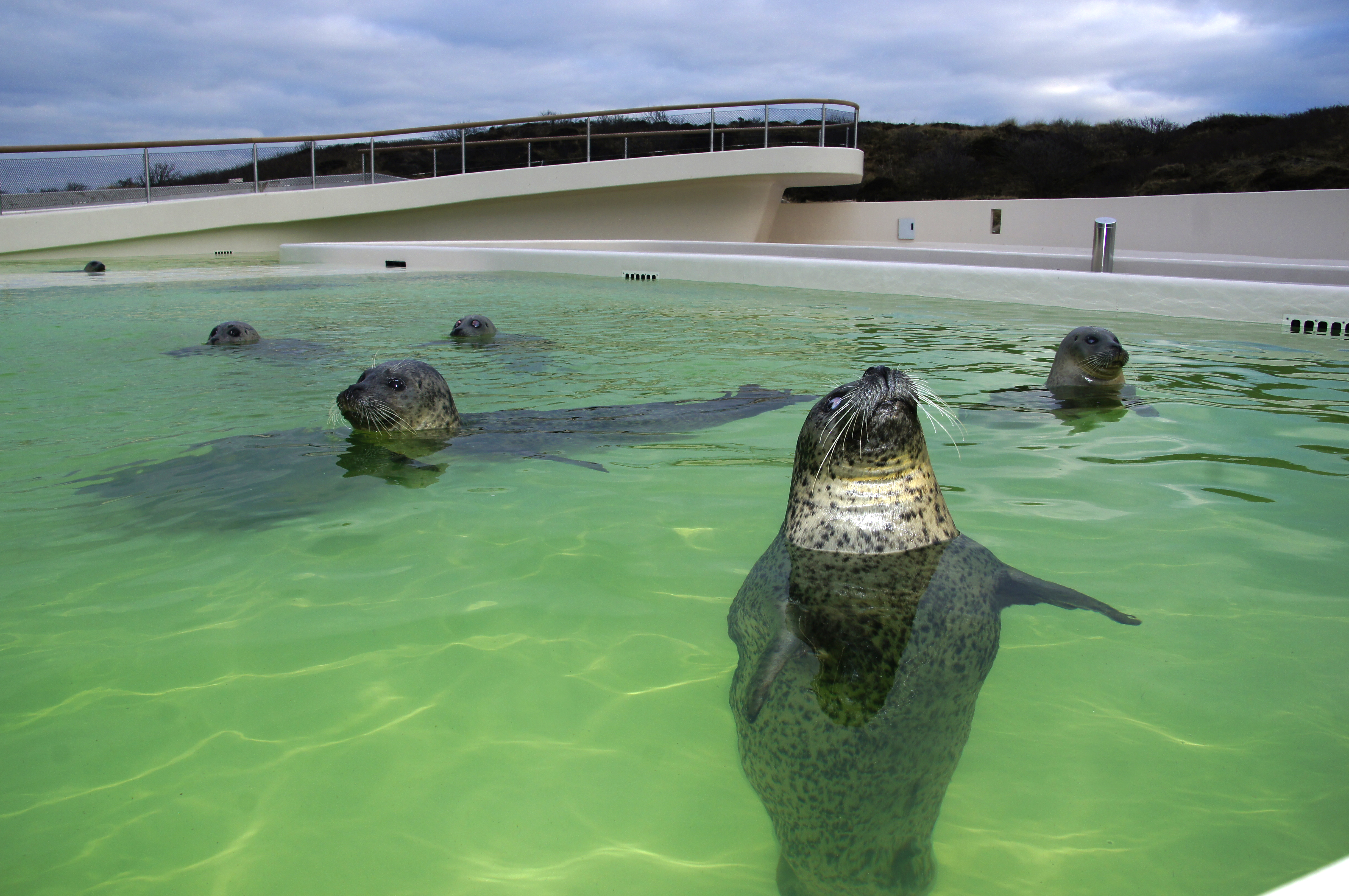
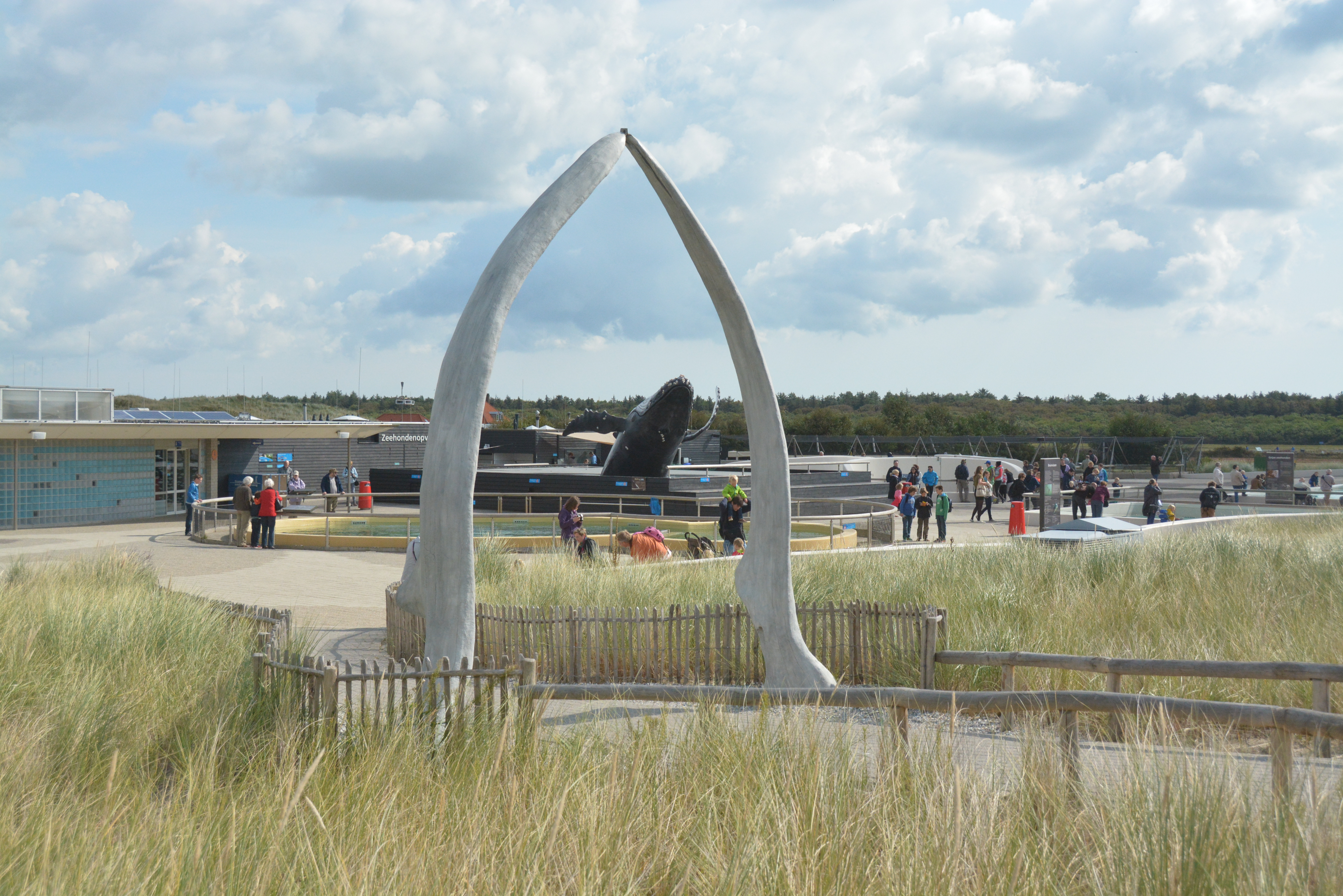
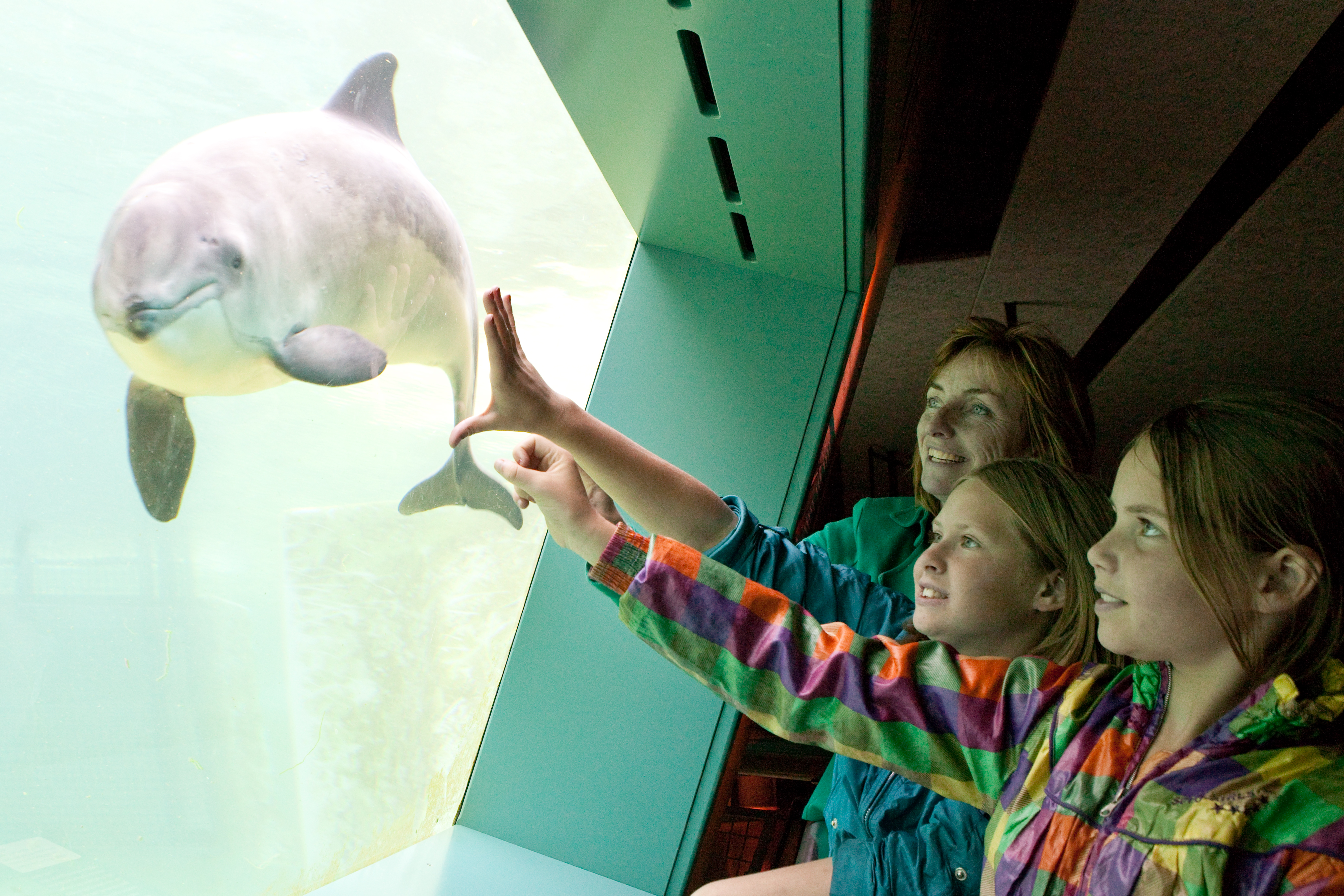
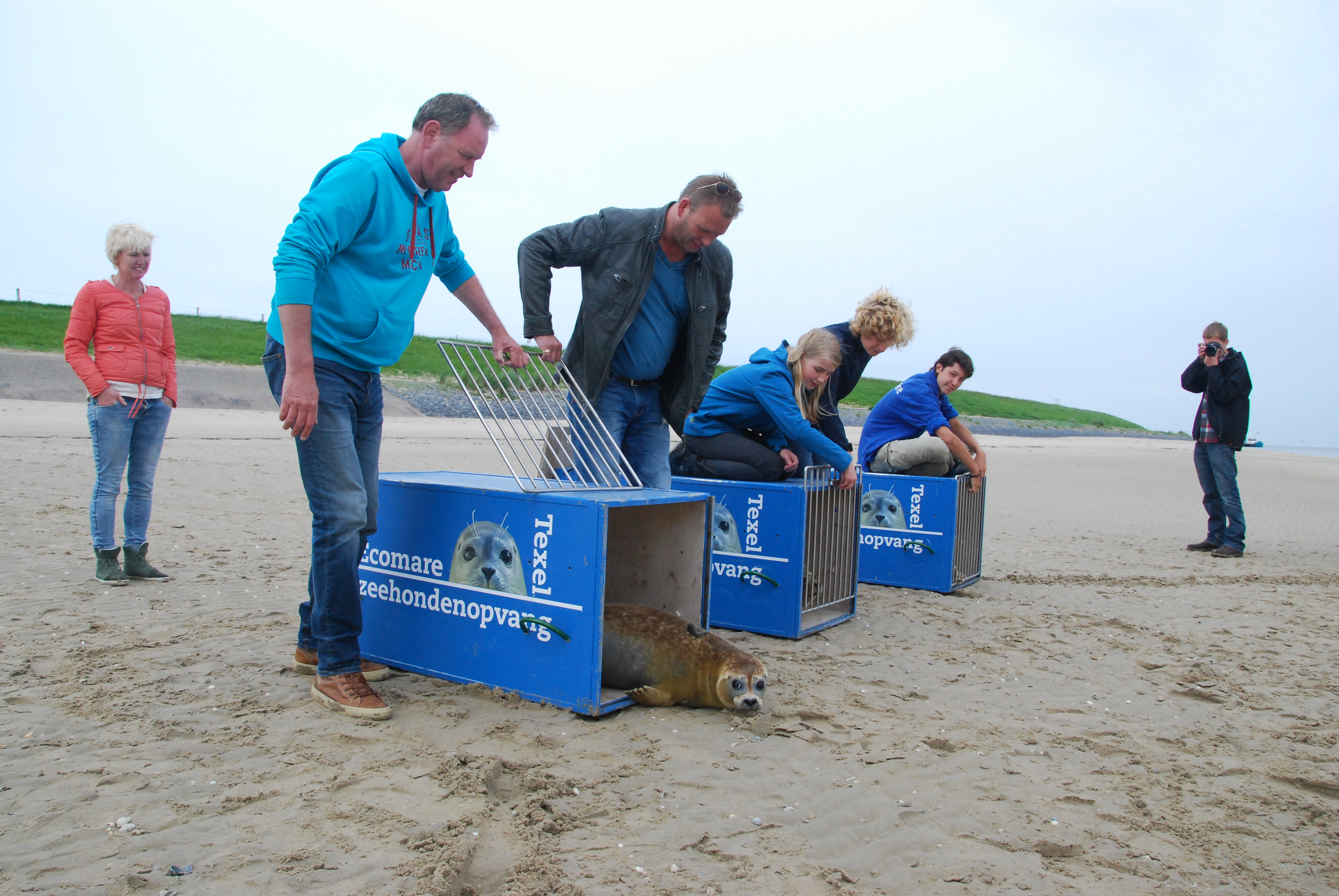
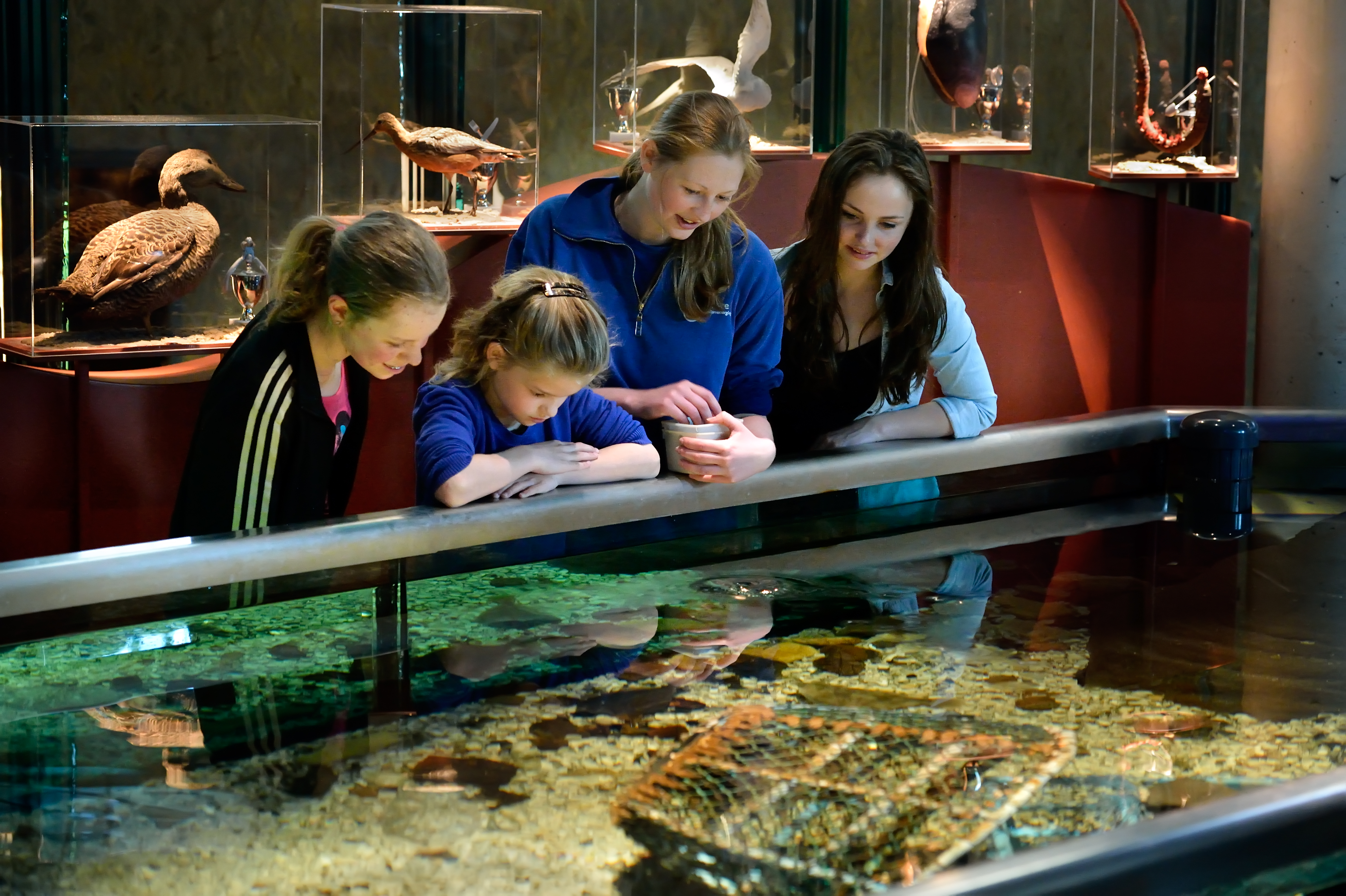